# دی‌بورید آلومینیم
دی‌بورید آلومینیم (به انگلیسی: Aluminium diboride) با فرمول شیمیایی AlB۲ یک ترکیب شیمیایی است. که جرم مولی آن ۴۸٫۶۰۴ g/mol می‌باشد. 